# Podaca
Podaca este un oraș în Croația.
1. ↑  Register of spatial units of the State Geodetic Administration of the Republic of Croatia
2. ↑  List of Croatian settlements and delivery post offices, 3 ianuarie 2022